# R&B singly na prvním místě v roce 1981 (USA)
Toto je seznam písní, které se umístily na #1 příčce žebříčku R&B Singles (tehdy Hot Soul Singles).
| Období        | Píseň                                          | Umělec                     |
| 3. ledna      | Celebration                                    | Kool & the Gang            |
| 10. ledna     | Celebration                                    | Kool & the Gang            |
| 17. ledna     | Celebration                                    | Kool & the Gang            |
| 24. ledna     | Celebration                                    | Kool & the Gang            |
| 31. ledna     | Fantastic Voyage                               | Lakeside                   |
| 7. února      | Fantastic Voyage                               | Lakeside                   |
| 14. února     | Burn Rubber on Me (Why You Wanna Hurt Me)      | Gap Band                   |
| 21. února     | Burn Rubber on Me (Why You Wanna Hurt Me)      | Gap Band                   |
| 28. února     | Don't Stop the Music                           | Yarbrough & Peoples        |
| 7. března     | Don't Stop the Music                           | Yarbrough & Peoples        |
| 14. března    | Don't Stop the Music                           | Yarbrough & Peoples        |
| 21. března    | Don't Stop the Music                           | Yarbrough & Peoples        |
| 28. března    | Don't Stop the Music                           | Yarbrough & Peoples        |
| 4. dubna      | Being with You                                 | Smokey Robinson            |
| 11. dubna     | Being with You                                 | Smokey Robinson            |
| 18. dubna     | Being with You                                 | Smokey Robinson            |
| 25. dubna     | Being with You                                 | Smokey Robinson            |
| 2. května     | Being with You                                 | Smokey Robinson            |
| 9. května     | Sukiyaki                                       | A Taste of Honey           |
| 16. května    | A Woman Needs Love (Just Like You Do)          | Ray Parker Jr. & Raydio    |
| 23. května    | A Woman Needs Love (Just Like You Do)          | Ray Parker Jr. & Raydio    |
| 30. května    | What Cha' Gonna Do for Me                      | Chaka Khan                 |
| 3. června     | What Cha' Gonna Do for Me                      | Chaka Khan                 |
| 13. června    | Give It to Me Baby                             | Rick James                 |
| 20. června    | Give It to Me Baby                             | Rick James                 |
| 27. června    | Give It to Me Baby                             | Rick James                 |
| 4. července   | Give It to Me Baby                             | Rick James                 |
| 11. července  | Give It to Me Baby                             | Rick James                 |
| 18. července  | Double Dutch Bus                               | Frankie Smith              |
| 25. července  | Double Dutch Bus                               | Frankie Smith              |
| 1. srpna      | Double Dutch Bus                               | Frankie Smith              |
| 8. srpna      | Double Dutch Bus                               | Frankie Smith              |
| 15. srpna     | I'm in Love                                    | Evelyn King                |
| 22. srpna     | Endless Love                                   | Diana Ross & Lionel Richie |
| 29. srpna     | Endless Love                                   | Diana Ross & Lionel Richie |
| 5. září       | Endless Love                                   | Diana Ross & Lionel Richie |
| 12. září      | Endless Love                                   | Diana Ross & Lionel Richie |
| 19. září      | Endless Love                                   | Diana Ross & Lionel Richie |
| 26. září      | Endless Love                                   | Diana Ross & Lionel Richie |
| 3. října      | Endless Love                                   | Diana Ross & Lionel Richie |
| 10. října     | When She Was My Girl                           | The Four Tops              |
| 17. října     | When She Was My Girl                           | The Four Tops              |
| 24. října     | Never Too Much                                 | Luther Vandross            |
| 31. října     | Never Too Much                                 | Luther Vandross            |
| 7. listopadu  | I Heard It Through the Grapevine (Part 1)      | Roger                      |
| 14. listopadu | I Heard It Through the Grapevine (Part 1)      | Roger                      |
| 21. listopadu | Take My Heart (You Can Have It If You Want It) | Kool & the Gang            |
| 28. listopadu | Let's Groove                                   | Earth, Wind and Fire       |
| 5. prosince   | Let's Groove                                   | Earth, Wind and Fire       |
| 12. prosince  | Let's Groove                                   | Earth, Wind and Fire       |
| 19. prosince  | Let's Groove                                   | Earth, Wind and Fire       |
| 26. prosince  | Let's Groove                                   | Earth, Wind and Fire       |